# Jack Della Maddalena
Jack Della Maddalena (Perth, 10 de septiembre de 1996) es un artista marcial mixto australiano que actualmente compite en la categoría de peso wélter de Ultimate Fighting Championship (UFC), siendo el actual campeón de la división.

## Primeros años
Della Maddalena empezó a jugar rugby a los 8 años. Por la influencia de su hermano mayor Josh, Maddalena se unió a un gimnasio de boxeo a los 14, usandolo para mejorar su físico para la temporada de rugby. Se enamoró del deporte y luego de terminar su carera de rugby, transicionó a tiempo completo a entrenar MMA.
Della Maddalena asistió al St. Kevin's College en Melbourne, Victoria y al Aquinas College en Perth, Australia Occidental.

## Carrera de artes marciales mixtas

### Carrera temprana
Hizo su debut profesional el 12 de marzo de 2016, contra Aldin Bates, perdió la pelea por TKO en el tercer asalto.
Perdió su siguiente pelea contra Darcy Vendy por sumisión en el primer asalto, antes de conseguir una racha de victorias de nueve peleas, en el que ganó el Campeonato de Peso Wélter de Eternal y lo defendió cuatro veces.
Della Maddalena enfrentó a Ange Loosa el 14 de septiembre de 2021, en Dana White's Contender Series 39. Ganó la pelea por decisión unánime y aseguró un contrato con UFC.

### Ultimate Fighting Championship

#### 2022
Della Maddalena estaba programado para hacer su debut contra el ganador de peso mediano del The Ultimate Fighter: Brazil 3 Warlley Alves el 22 de enero de 2022, en UFC 270. Sin embargo, Alves se retiró de la pelea a mediados de enero por razones no reveladas y fue reemplzado por Pete Rodriguez. Della Maddalena ganó la pelea por TKO en el primer asalto.
Della Maddalena enfrentó a Ramazan Emeev el 11 de junio de 2022, en UFC 275. Ganó la pelea por TKO en elr primer asalto. Esta victoria lo hizo merecedor de su primer premio de Actuación de la Noche.
Della Maddalena enfrentó a Danny Roberts el 19 de noviembre de 2022, en UFC Fight Night 215. Ganó la pelea por TKO en el primer asalto. Esta victoria lo hizo merecedor de su segundo premio de Actuación de la Noche.

#### 2023
Della Maddalena enfrentó a Randy Brown el 12 de febrero de 2023, en UFC 284. Ganó la pelea por sumisión en el primer asalto. Esta victoria lo hizo merecedro de su tercer premio de Actuación de la Noche.
Della Maddalena estaba programado para enfrentar a Sean Brady el 8 de julio de 2023, en UFC 290. Sin embargo, el 30 de junio de 2023, Brady se retiró de la pelea por una infección de Streptococcus pyogenes en su codo y fue reemplazado por el debutante Josiah Harrell. Sin embargo, el día antes de la pelea, Harrell fue retirado de la pelea por ser diagnosticado con la enfermedad de moyamoya durante su chequeo médico previo y la pelea fue cancelada.
Della Maddalena enfrentó a Bassil Hafez el 15 de julio de 2023, en UFC on ESPN 49. Ganó la pelea por decisión dividida. Esta pelea lo hizo merecedor de su primer premio de Pelea de la Noche.
Della Maddalena enfrentó a Kevin Holland el 16 de septiembre de 2023, en UFC Fight Night 227. Ganó la pelea por decisión dividida.

#### 2024
Della Maddelena enfrentó a Gilbert Burns el 9 de marzo de 2024, en UFC 299. Ganó la pelea por KO en el tercer asalto. Esta victoria lo hizo merecedor de su cuarto premio de Actuación de la Noche.

#### 2025
Della Maddalena está programado para enfrentar al ex-Campeón de Peso Wélter de UFC Leon Edwards en el evento estelar estelar del 22 de marzo de 2025, en UFC Fight Night 255. Pero esta pelea fue cancelada, porque a Della Maddalena se le ofreció pelear por el título contra Belal Muhammad en UFC 315 en mayo. Della Maddalenna ganó la pelea y el campeonato por decisión unánime, convirtiéndose en el tercer campeón australiano de la historia de la UFC.
Se da prácticamente por hecho que su primera defensa del título será contra el ex-Campeón de Peso Ligero de UFC Islam Makhachev a finales de año.

## Campeonatos y logros

### Artes marciales mixtas
- Ultimate Fighting Championship
  - Campeonato de Peso Wélter de UFC (Una vez, actual)
  - Actuación de la Noche (Cuatro veces) vs. Ramazan Emeev, Danny Roberts, Randy Brown y Gilbert Burns[13][16][19][30]
  - Pelea de la Noche (Una vez) vs. Bassil Hafez[27]
- Eternal MMA
  - Campeonato de Peso Wélter de EMMA (Una vez)
    - Cuatro defensas titulares exitosas
- Reign Fighting
  - Campeonato de Peso Wélter de RF (Una vez)
- ESPN
  - Novato de UFC del Año 2022[32]
- Cageside Press
  - Debutante del Año 2022 empatado con Jailton Almeida[33]

## Récord en artes marciales mixtas
| Récord profesional | Récord profesional | Récord profesional |
| 20 peleas          | 18 victorias       | 2 derrotas         |
| ------------------ | ------------------ | ------------------ |
| Nocaut             | 12                 | 1                  |
| Sumisión           | 2                  | 1                  |
| Decisión           | 4                  | 0                  |

| Resultado | Récord | Oponente       | Método                      | Evento                                   | Fecha                    | Ronda | Tiempo | Localización        | Notas                                          |
| --------- | ------ | -------------- | --------------------------- | ---------------------------------------- | ------------------------ | ----- | ------ | ------------------- | ---------------------------------------------- |
| Victoria  | 18–2   | Belal Muhammad | Decision (unánime)          | UFC 315                                  | 10 de mayo de 2025       | 5     | 5:00   | Montreal            | Ganó el Campeonato de Peso Wélter de UFC.      |
| Victoria  | 17–2   | Gilbert Burns  | TKO (rodillazo y codazos)   | UFC 299                                  | 9 de marzo de 2024       | 3     | 3:43   | Miami, Florida      | Actuación de la Noche.                         |
| Victoria  | 16–2   | Kevin Holland  | Decisión (dividida)         | UFC Fight Night: Grasso vs. Shevchenko 2 | 16 de septiembre de 2023 | 3     | 5:00   | Las Vegas, Nevada   |                                                |
| Victoria  | 15–2   | Bassil Hafez   | Decisión (dividida)         | UFC on ESPN: Holm vs. Bueno Silva        | 15 de julio de 2023      | 3     | 5:00   | Las Vegas, Nevada   | Pelea de la Noche.                             |
| Victoria  | 14–2   | Randy Brown    | Sumisión (rear-naked choke) | UFC 284                                  | 12 de febrero de 2023    | 1     | 2:13   | Perth               | Actuación de la Noche.                         |
| Victoria  | 13–2   | Danny Roberts  | TKO (golpes)                | UFC Fight Night: Nzechukwu vs. Cuțelaba  | 19 de noviembre de 2022  | 1     | 3:24   | Las Vegas, Nevada   | Actuación de la Noche.                         |
| Victoria  | 12–2   | Ramazan Emeev  | TKO (golpes)                | UFC 275                                  | 11 de junio de 2022      | 1     | 2:32   | Kallang             | Actuación de la Noche.                         |
| Victoria  | 11–2   | Pete Rodriguez | TKO (golpes)                | UFC 270                                  | 22 de enero de 2022      | 1     | 2:59   | Anaheim, California |                                                |
| Victoria  | 10–2   | Ange Loosa     | Decisión (unánime)          | Dana White's Contender Series 39         | 14 de septiembre de 2021 | 3     | 5:00   | Las Vegas, Nevada   |                                                |
| Victoria  | 9–2    | Aldin Bates    | KO (puñetazo)               | Eternal MMA 53                           | 10 de octubre de 2020    | 1     | 1:12   | Perth               | Defendió el Campeonato de Peso Wélter de EMMA. |
| Victoria  | 8–2    | Glen Pettigrew | TKO (golpes)                | Eternal MMA 51                           | 29 de febrero de 2020    | 2     | 1:55   | Perth               | Defendió el Campeonato de Peso Wélter de EMMA. |
| Victoria  | 7–2    | Kevin Jousset  | TKO (paro médico)           | Eternal MMA 48                           | 4 de octubre de 2019     | 2     | 5:00   | Melbourne           | Defendió el Campeonato de Peso Wélter de EMMA. |
| Victoria  | 6–2    | Dean Abramo    | TKO (golpes)                | Eternal MMA 37                           | 22 de septiembre de 2018 | 1     | 1:27   | Perth               | Defendió el Campeonato de Peso Wélter de EMMA. |
| Victoria  | 5–2    | Luke Howard    | KO (golpes)                 | Eternal MMA 31                           | 10 de marzo de 2018      | 2     | 0:28   | Perth               | Ganó el Campeonato de Peso Wélter de EMMA.     |
| Victoria  | 4–2    | James Duckett  | Sumisión (rear-naked choke) | Cage Warriors 88                         | 28 de octubre de 2017    | 2     | 3:44   | Liverpool           |                                                |
| Victoria  | 3–2    | Ty Duncan      | TKO (golpes)                | Eternal MMA 26                           | 8 de julio de 2017       | 2     | 0:19   | Southport           |                                                |
| Victoria  | 2–2    | Glen Pettigrew | TKO (golpes)                | Reign Fighting 3                         | 8 de abril de 2017       | 1     | 3:26   | Mansfield           | Ganó el Campeonato de Peso Wélter de RF.       |
| Victoria  | 1–2    | Brandt Cogill  | KO (codazo)                 | Eternal MMA 20                           | 15 de octubre de 2016    | 1     | 1:57   | Southport           | Regreso a peso wélter.                         |
| Derrota   | 0–2    | Darcy Vendy    | Sumisión (rear-naked choke) | Eternal MMA 17                           | 28 de mayo de 2016       | 1     | 4:11   | Nerang              | Debut en peso mediano.                         |
| Derrota   | 0–1    | Aldin Bates    | TKO (golpes)                | Eternal MMA 15                           | 12 de marzo de 2016      | 3     | 2:16   | Perth               | Debut en peso wélter.                          |